# Cyprianus (bog)
Cyprianus eller sortebog er en bog - trykt eller håndskrevet - med medicinske råd og trylleformularer til at afsløre tyve, kurere sygdom hos husdyr og mennesker, vække en andens kærlighed, afværge hekseri m.m. Disse magiske formler blev kaldt "signeformler" og kunne fremsiges for at forstærke kraften i de magiske opskrifter.
Fænomenet er opkaldt efter Cyprianus, der ifølge traditionen var en troldmand i antikken, som blev omvendt til kristendommen. En cyprianus kunne også kaldes "sjette" eller "syvende Mosebog" ud fra en formening om, at Moses sad med langt mere kundskab, end der kom med i Bibelen; hemmeligheder, der blev holdt skjult for de fleste.

## Indhold
I Norge kender man flere end 100 sortebøger, den ældste fra omkring 1500. De fleste er fra omkring 1750 og frem til slutningen af 1800-tallet. De fem på Sogn folkemuseum, er forskellige, og ingen er skrevet af efter hinanden. Der må altså have været mange slags sortebøger i omløb. Den ene er kun optaget af jagt, med formler for, hvordan man får dyret til at stå stille. En anden er for officerer med formler for at tiltrække kvinder, vinde i terning og spil og tåle hug og sværd. En tredje giver formler for landbrug, mens den fjerde indeholder formler overleveret fra før reformationen. Den femte, kaldt Ølmheimsbogen efter fundstedet, er fra 1813 og indeholder sort magi. Det blev regnet som nemt at kalde djævelen frem, men ikke lige let at blive af med ham. Bogens ejer har skrevet den formel på sidste side, nok ud fra den tanke, at hvis det hastede, var det bedst at have den formel lige for hånden. Det, man ønskede sig fra djævelen, var som regel penge og rigdom, eller at kunne gøre sig usynlig. Ølmheimsbogen blev fundet i Sten Pedersen Ølmheims hus i Norum, stukket op i tørvetaget. Statsdyrlæge S. Tillier i Bergen undersøgte bogen i 1911, og genkendte de fleste af formlerne fra biskop Bangs cyprianus, men i Ølmheimsbogen var navne på helgener og dæmoner stavet rigtigere.
Typisk indhold i en cyprianus:
- Opskrifter på at fremkalde abort med giftige urter som bevisligt har effekt.
- Besværgelser, bønner og manen, signeformler for at stille blod, beskytte mod brand og tandpine og anden sygdom og skade.
- Formler og råd for at beskytte og helbrede dyr.
- Besværgelser for at afsløre en tyv og få stjålne ting tilbage.
- Besværgelser og opskrifter for at vinde kærlighed eller opnå erotiske forbindelser.
- Besværgelser og formler for at komme i kontakt med de døde, indgå pagt med djævelen ligesom Faust, og skade andre ved magi.[7]

Biskop Anton Christian Bang udgav i 1901 en samling af norsk folkelig magi. Her hører man ikke meget om djævelen; tværtimod er det Faderen, Sønnen og Den hellige ånd, der anråbes. Fra præsten Thomas von Westen kendes flere trylleformler, han nedskrev om sognepræst i Veøy præstegæld ved Molde. En var mod "greb", der blev brugt om blåmærker i huden eller flere typer udslæt; også slem hovedpine kaldtes "greb" ud fra tanken om, at det var dødninge eller underjordiske, der klemte den syge kropsdel.
Mod greb:
Fadervor før og efter.
Jeg gjør aat dette Menneske for Berg-Greb, for Sø-Greb, for død Mands Greb, for alle de Greb, som falde mellem Himmel og Jord, i 3 Navn, med Gud Fader, Søn og Gud den Helligaand. Amen.
De ældste norske sortebøger var forbundet med en større og til dels lærd tradition med rødder tilbage til antikken, renæssancens nyplatonske mystik og jødisk kabbalisme. Forbillederne var middelalderens trolddomsbøger, såkaldte grimoirer, og anden esoterisk og delvis lærd litteratur fra 1500- og 1600-tallet. Folkelige sortebøger er et fænomen fra 1800-tallet og har tilhørt jævne folk. En del ældre sortebøger fra 1700-tallet omhandler forhold af interesse for standspersoner og præster, som besværgelser for at gøre karriere og blive populær. Enkelte af de ældste har åbenbart tilhørt officerer med formler for at beskytte sig mod kugler og sværdhug og blive en god fægter. Her er også råd for at vinde kvinder og vinde i spil. Efterhånden som virkelighedsforståelsen i de højere sociale lag ændrede sig med oplysningstiden, tog de afstand fra brygen af sortebøger.
Den ældste bevarede cyprianus i Norden er Vinje-bogen med vandmærker i papiret fra omkring 1480. Teksten er dateret før 1520. Bogen blev fundet under gulvbrædderne i koret, da Vinje stavkirke blev revet i 1796. Bogen var i god stand. Bortset fra én eneste opskrift, er indholdet ukendt fra andre kilder. Det kombinerer magi og medicin, hymner til jomfru Maria og råd for at sløve sin fjende, lokale ritualer og fælleseuropæisk teologisk og liturgisk tradition. I alt elleve skribenter i Telemark har skrevet Vinje-bogen og anvendt latin, dansk og norsk. Bogen måler kun 4,8 x 7 cm og er til at stikke i lommen og tage med på rejser. Ejeren var måske elev ved Oslo katedralskole og studerede måske videre i Köln, Rostock eller København, inden han endte i Telemark. Opskrifterne omhandler kærlighedsmagi og barselnød og behandling af sygdom hos folk og dyr, iberegnet dårlig ånde, tandpine og bylder. Bogen befinder sig i dag i Oslo katedralskoles samling.
Med sine elleve Maria-hymner fremviser den overgangen mellem officiel teologi og religiøs praksis. En studie om forholdet mellem kristendom og før-kristen praksis i 900- og 1000-tallets England er Karen Louise Jollys Popular Religion in Late Saxon England. Elf Charms in Context fra 1996, som behandler den angelsaksiske kirkes tilpasning af nedarvede værneråd mod alfer (elf charms) til kristendommen ved at lægge liturgiske bønner og handlinger til urte-remedier. Det kan være noget lignende, der findes i de ældre sortebøger i Norden. Ejheller var det ualmindeligt, at en efter-reformatorisk protestantisk præst havde en cyprianus i sit eje. Folkelig overlevering fortæller om præster, der "kunne mere end sit Fadervor". Den gang var præstens opgaver langt flere og mere omfattende end i dag. Han blev forventet at have et vist kendskab til medicin og lægekunst, da han i mange tilfælde var den eneste i lokalsamfundet med en formel uddannelse. Men i løbet af 1800-tallet blev cyprianus kun anvendt af bønder og folk fra de lavere sociale lag.

## En sortebogsejer for retten
Njell Drageson fra Suldal var bonde og praktiserede som "klog mand". Naboerne var bange for ham, da han åbenlyst pralede af sin sortebog, og af den magt, den gav ham til at skade andre. Blandt andet hævdede han at kunne "målbinde" folk. I 1640 blev han stævnet af præsten Rasmus Mikkelsen, der var overbevist om, at Njell var skyld i præstekonens hårde fødsler, og at to af deres børn havde været dødfødte. Njell hævdede i retten, at han ikke mere havde sin cyprianus. En gang han sad og drak sammen med nogle naboer, havde han hentet den, men ville ikke læse fra den, fordi de andre alligevel ikke ville forstå noget af det. men måske kunne han i virkeligheden slet ikke læse.
Kronvidnet Åsmund Nordmork forklarede, at Njell hjemme hos ham havde talt om en hat, som hr. Rasmus havde købt af ham: "Det skal blive præsten en dyr hat!" Åsmunds kone Margit Askellsdatter fortalte, at de også havde talt om præstefruens hårde fødsler. Da havde Njell sagt: "Ja, fanden kryster sin mor!" - et meget ærekrænkende udsagn. Han havde også sagt, at hvis hr. Rasmus havde betalt mere for hatten, ville prestefruen have haft lettere fødsler. En gang havde Njell skræmt Margit Askellsdatter med, at det var ham, der havde sørget for, at hun havde aborteret.
Njell Drageson blev dømt til landsforvisning, og alt han ejede tilfaldt kongen - 73 daler, da han havde part i flere gårde og var en holden mand. Men også kronvidnet Åsmund Nordmork måtte bøde til kronen, fordi han havde tilkaldt Njell, da han var syg.